# Peppenkum
Peppenkum ist ein Ortsteil der Gemeinde Gersheim im Saarpfalz-Kreis (Saarland). Bis Ende 1973 war Peppenkum eine eigenständige Gemeinde im Landkreis Homburg.

## Lage
Peppenkum liegt an der Bickenalb in der Parr im Bliesgau.

## Geschichte
Peppenkum wurde 1308 erstmals urkundlich erwähnt, als das Kloster Hornbach Güter in „Boppenkeim“ kaufte. Die territoriale Zugehörigkeit folgte stets Medelsheim, dem ehemaligen Amtssitz.
Nach der Franzosenzeit (1794 bis 1814) kam Peppenkum aufgrund der Beschlüsse auf dem Wiener Kongress (1815) im Jahre 1816 zum Königreich Bayern. Unter der bayerischen Verwaltung war die Gemeinde der Bürgermeisterei Medelsheim und dem Kanton Neuhornbach im Landkommissariat Zweibrücken zugeordnet.
Im Rahmen der saarländischen Gebiets- und Verwaltungsreform wurde die bis dahin eigenständige Gemeinde Peppenkum am 1. Januar 1974 der Gemeinde Gersheim zugeordnet.

## Politik
Die Ortsteile Peppenkum und Utweiler bilden gemeinsam einen Gemeindebezirk. Von den neun Sitzen im Ortsrat entfallen seit der Kommunalwahl 2024 acht auf die CDU und einer auf die SPD. Ortsvorsteher ist Manuel Konrad (CDU).

## Brauchtum
Ein altes örtliches Brauchtum ist der am Pfingstmontag stattfindende „Bruder-Konrad-Ritt“. Er ist benannt nach dem Schutzpatron des Nachbarorts Utweiler, Konrad von Parzham, und geht zurück auf eine „Pferdeprozession“, die ursprünglich alljährlich zum Wallfahrtsort Blieskastel führte. 1935 wurde diese verboten. Seit 1936 wird stattdessen der „Bruder-Konrad-Ritt“ ausgeführt, der von Medelsheim über Peppenkum nach Utweiler führt.